# Inteligência artificial estreita
Inteligência artificial estreita (ANI, do inglês artificial narrow intelligence), IA estreita, IA limitada ou  IA fraca e é o único tipo de inteligência artificial que existe na nossa realidade atual. O uso do termo "estreita", na nomenclatura, deve-se a limitação natural desse tipo de IA, que é capaz de realizar apenas uma tarefa determinada, ou um conjunto de ações restritas de um escopo definido.

## Aplicações
A inteligência artificial estreita é a base de muitas tecnologias e serviços utilizados atualmente, seja de forma direta ou indireta. Alguns exemplos notáveis de aplicação dessa tecnologia incluem:
- Assistentes virtuais pessoais: Plataformas como Siri, Alexa e Google Assistente utilizam ANI para processar comandos de voz e realizar tarefas automáticas, como configurar lembretes ou responder perguntas simples.
- Sistemas de navegação: Ferramentas como o Google Maps ou Waze aplicam ANI para calcular e sugerir as rotas mais rápidas ou eficientes de um ponto A para um ponto B, com base em dados em tempo real.
- IA generativa: Aplicações como ChatGPT ou Midjourney, que geram conteúdo original com base em entradas de texto ou imagens fornecidas pelos usuários e dados de treinamento, dependem da ANI para criar respostas ou criar novas peças de mídia de acordo com parâmetros estabelecidos.
- Veículos autônomos: Carros equipados com sensores e algoritmos de IA estreita podem tomar decisões programadas previamente, como parar em semáforos vermelhos, acionar o freio ao identificar a presença de um pedestre na via ou mudar de direção em curvas, tudo sem a necessidade de intervenção humana.
- Chatbots de atendimento ao cliente: Muitas empresas utilizam chatbots baseados em ANI para automatizar respostas a perguntas frequentes dos clientes, proporcionando um atendimento rápido e eficiente sem a necessidade de operadores humanos.
- Tradução automática: Ferramentas como Google Tradutor e DeepL aplicam ANI para traduzir textos de um idioma para outro, embora, por não interpretarem sempre o contexto ou as sutilezas de cada idioma, possam apresentar falhas nas traduções.
- Reconhecimento facial: Sistemas de reconhecimento facial, usados em segurança e autenticação, fazem uso de ANI para identificar padrões específicos em imagens de rostos e realizar a comparação com bancos de dados de referência.

A inteligência artificial estreita está integrada em várias ferramentas e serviços do cotidiano, melhorando a eficiência e a automação de processos que antes dependiam exclusivamente da intervenção humana.

## Limitações da ANI
Uma Inteligência Artificial Estreita apenas pode focar no objetivo a qual foi programada, sem ter a capacidade tecnológica de atuar de forma mais abrangente, como uma IA Geral poderia. De maneira prática, uma ANI treinada para criar receitas sobre bolos salgados, não é capaz de criar receitas de torta salgada, mesmo com ingredientes e modo de preparo semelhantes, algo que seria muito simples para uma IAG.
Além disso, uma IA Estreita tem compreensão pequena ou nula das informações que processa, e não possui nenhum nível de autoconsciência. Logo, uma ANI depende de uma grande quantidades de dados quando for executar uma tarefa, tanto em momentos de treinamentos da IA, quanto em outras etapas em que o aprendizado é contínuo.
No entanto, é válido mencionar que as ANIs tem papel importante para o desenvolvimento tecnológico moderno, principalmente na automação de processos lógico, como análise de dados e a realização de tarefas específicas. Contudo, também trata-se de uma tecnologia que é necessariamente dependente de humanos, desde de a sua concepção e esboço até a fase de uso final.